# Grallipeza callangana
Grallipeza callangana är en tvåvingeart som beskrevs av Günther Enderlein 1922. Grallipeza callangana ingår i släktet Grallipeza och familjen skridflugor.
Artens utbredningsområde är Peru. Inga underarter finns listade i Catalogue of Life.